# Llaneros de Portuguesa
Llaneros de Portuguesa, conocidos informalmente como Tibuleones ya que su único nombre oficial fue el inicialmente citado, fue un equipo de béisbol profesional venezolano creado en 1975 que participó en la Liga Venezolana de Béisbol Profesional, producto de la fusión entre los Tiburones de La Guaira y los Leones del Caracas, participando solo en el campeonato 75-76

## Historia
Surgieron de una fusión entre los Tiburones de La Guaira y los Leones del Caracas para la temporada 1975-76 por los problemas que tuvieron ambos clubes con el precio del alquiler que debían cancelar a la Universidad Central de Venezuela por la utilización del Estadio Universitario de Caracas. Por ello decidieron unirse y trasladarse a Acarigua, Estado Portuguesa. Entre los jugadores de Llaneros de Portuguesa estaban Baudilio Díaz, y Antonio Armas, Enzo Hernández, Oswaldo Blanco, César Tovar, Víctor Davalillo, José Herrera, Luis Salazar y muchos más. Debutaron el 22 de octubre de 1975 obteniendo el triunfo frente a los Cardenales de Lara en el Estadio Bachiller Julio Hernández Molina. Sin embargo, los denominados Tibuleones no cumplieron con las expectativas, a pesar de haber avanzado a la postemporada, siendo barridos por los Tigres de Aragua en la semifinal. Para la próxima temporada los equipos llegan a un acuerdo con la Universidad Central de Venezuela y vuelven a jugar los equipos originales, Tiburones de La Guaira y Leones del Caracas, en el Estadio Universitario (los litolarenses hasta 2019, y luego los melenudos hasta 2023 debido a que ambos equipos cambiaron de sedes)